# Малоключівська сільська рада
| Малоключівська сільська рада — орган місцевого самоврядування у Коломийському районі Івано-Франківської області з адміністративним центром у с. Малий Ключів. Історична дата утворення: в 1940 році. Сільській раді підпорядковані населені пункти: - с. Малий Ключів |

## Склад ради
Рада складається з 16 депутатів та голови.

### Керівний склад ради
| ПІБ                       | Основні відомості                                                                                                | Дата обрання | Дата звільнення |
| ------------------------- | --- | ------------ | --------------- |
| Коструб'як Іван Федорович | Сільський голова, 1953 року народження, освіта, член Всеукраїнського об'єднання «Батьківщина»                    | 26.03.2006   | 31.10.2010      |
| Коструб'як Іван Федорович | Сільський голова, 1953 року народження, освіта середня спеціальна, член Всеукраїнського об'єднання «Батьківщина» | 31.10.2010   |                 |

Примітка: таблиця складена за даними джерела